# Saturday (稲葉浩志の曲)
「Saturday」（サタデイ）は、日本の音楽ユニット・B'zのボーカリスト・稲葉浩志の楽曲。2014年7月30日にVERMILLION RECORDSより配信限定シングルとして発売された。

## 概要
- 前作『Stay Free』から約3か月ぶりのシングル。
- 同曲は、6月に東京・品川ステラボールで開催されたソロライブ『Koshi Inaba LIVE 2014 〜en-ball〜』10公演のエンディングSEとして使用されていた曲。ファンから音源化のリクエストが多数寄せられ、配信リリースが決定した[1]。

## 収録曲
1. Saturday (4:23)
  - PVは、ライブのダイジェスト映像で制作されている。
  - 『Koshi Inaba LIVE 2016 〜enIII〜』ではオープニングナンバーとなった。
  - 映像作品『Koshi Inaba LIVE 2016 〜enIII〜』のブックレットに歌詞が掲載されている。